# Another WolfCop
Another WolfCop è un film canadese del 2017 diretto da Lowell Dean. È il sequel del film WolfCop.

## Trama
Il sergente Lou Garou entra in azione quando un uomo d'affari Willie Higgins seduce gli abitanti di Woodhaven con un nuovo birrificio e una squadra di hockey.

## Distribuzione
Il film è stato distribuito nelle sale statunitensi e canadesi il 1º dicembre 2017.